# Програма на ООН за околната среда
Програмата на ООН за околната среда (на английски: United Nations Environment Programme; Акроним:UNEP) е организация на Организацията на обединените нации, която свързва дейностите по опазване на околната среда, като помага на развиващите се страни да прилагат конституциите и да насърчават устойчивото развитие чрез екологични дейности.
Организацията е създадена през юни 1972 г. и нейните центрове са разположени в Найроби, Кения, и в около шест офиса в няколко други страни.